# Хонъимбо Досаку
Хонъимбо Досаку (яп. 本因坊道策 Хонъимбо: До:саку, фамилия при рождении — Ямадзаки), 1645 — 1702 год, — японский го-профессионал, почитающийся наряду с Хонъимбо Сюсаку одним из двух «святых го».

## Биография
Хонъимбо Досаку считается одним из величайших игроков в истории го. Он родился в японской провинции Ивами в 1645 году.
Досаку стал четвёртым главой го-дома Хонъимбо и четвёртым Мэйдзином. К 23 годам он также стал зваться «го-святым» (Госэй). Он начал изучать игру в возрасте 7 лет. Уже в возрасте 20 лет он превосходил всех своих соперников по силе игры и обладал отличным владением тактикой го (в настоящее время его партии часто приводятся в пример при изучении различных тактических приёмов го). В 32 года Досаку стал главой дома Хонъимбо и годокоро.
Досаку внёс значительный вклад в развитие теории го. Именно он первым использовал метод тэвари (анализ эффективности сделанных ходов путём их перестановки).
В настоящее время сохранилось около 150 записей партий Хонъимбо Досаку.